# Polat Urazimbetov
Polat Urazimbetov (ur. 6 marca 1983) – uzbecki zapaśnik walczący w stylu wolnym. Brązowy medal na mistrzostwach Azji w 2005 roku.